# Celerena substigmaria
Celerena substigmaria är en fjärilsart som beskrevs av W. Warren 1904. Celerena substigmaria ingår i släktet Celerena och familjen mätare. Inga underarter finns listade i Catalogue of Life.